# Xavier Dugoin
Xavier Dugoin, né le 27 mars 1947 à Neuilly-sur-Seine, est un homme politique français. Membre du Rassemblement pour la République puis de l’Union pour un mouvement populaire, il est sénateur de l'Essonne, député de la deuxième circonscription de l'Essonne, président du conseil général de l'Essonne, conseiller général élu dans le canton de Mennecy et maire de Mennecy.

## Biographie

### Origines et vie familiale
Xavier Dugoin est né le 27 mars 1947 à Neuilly-sur-Seine. Il a un fils, Jean-Philippe Dugoin-Clément, qui a lui aussi entrepris une carrière politique en devenant maire de Mennecy et vice-président du conseil régional d'Île-de-France.

### Carrière professionnelle
Xavier Dugoin est cadre financier de profession. En 2005, de retour après sa peine de prison, il devint directeur de cabinet de Jean Hartz, maire de Bondoufle et vice-président de la communauté d'agglomération Évry Centre Essonne.

### Carrière politique
Xavier Dugoin a été député de la deuxième circonscription de l'Essonne de 1986 à 1995, conseiller général et président du conseil général de l'Essonne de 1988 à 1998, maire de Mennecy de 1990 à 2001 et sénateur de l’Essonne de 1995 à 2001. Il redevint maire de Mennecy en 2008 jusqu’à sa démission en 2011. C'est son fils Jean-Philippe Dugoin-Clément, qui est alors élu pour lui succéder à cette fonction. En 2014, il présente sa candidature aux élections départementales mais son binôme n'obtient que 10 % des voix à l'élection du 22 mars 2015, en 5e position derrière le Front national, l'UMP, le PS et le Front de gauche.

#### Rapprochement avec l’extrême-droite
À l’occasion des élections législatives de 2024, il se rapproche du Rassemblement national et se voit retirer l’ensemble de ses délégations en tant qu’élu municipal de Mennecy le 24 juin 2024, sur l’initiative de son fils, maire UDI de la ville.

## Synthèse des fonctions politiques

### Mandats
Sénat
Sénateur de l’Essonne.
Élu en 1995, membre de la commission des affaires étrangères, de la défense et des forces armées, il fut déchu de son mandat le 16 janvier 2001 par le Conseil Constitutionnel.
Xavier Dugoin est, entre autres, l'auteur de la proposition de loi visant à filmer les gardes à vue.
Assemblée nationale
- Député de la deuxième circonscription de l’Essonne de 1986 au 24 septembre 1995.

Élu député de l'Essonne en 1986 pour la VIIIe législature, réélu dans la deuxième circonscription de l'Essonne en 1988 pour la IXe législature, réélu en 1993 pour la Xe législature, il abandonna son siège le 24 septembre 1995.
Conseil général de l'Essonne
- conseiller général du canton de Mennecy et président du conseil général de l'Essonne en 1988, réélu en 1994.

Commune de Mennecy
- Maire de 1990 à 2001.

Il fut réélu le 16 mars 2008 et redevint maire de Mennecy le 17 mars 2008 jusqu’à sa démission pour devenir adjoint.

### Autres fonctions
Depuis le 13 février 2013[réf. nécessaire], il est secrétaire général de la fédération de l’Essonne du Centre national des indépendants et paysans (CNIP).
Il devient président du SIARCE (Syndicat intercommunal d'aménagement, de réseau et de cours d'eau, syndicat composé des communes de l'Essonne, du Loiret et de Seine-et-Marne) le 13 mai 2008 et est réélu à ce poste pour un nouveau mandat en mai 2014.
C'est également en mai 2014 qu'il est élu président du Siredom (Syndicat intercommunal pour le recyclage et l’énergie par les déchets et ordures ménagères, syndicat qui regroupe des communes en Essonne et de Seine-et-Marne).

## Intégrité publique et condamnations
Xavier Dugoin fut une première fois mis en examen dans le cadre de l'affaire des emplois fictifs du conseil général de l'Essonne mettant en cause le conseil général ayant rétribué la rédaction par Xavière Tiberi d'un rapport sur la francophonie pour un montant de 200 000 francs, cette procédure ayant été annulée en janvier 2001 pour vice de forme par la cour d'appel de Paris et les arrêts de la cour des comptes annulés par le conseil d'État.
Le 11 février 1998 lui et son épouse furent mis en examen dans le cadre d'une affaire de recel d'abus de biens sociaux, corruption et trafic d'influence aux préjudices de diverses sociétés de travaux publics. Au préalable, il avait vu son immunité parlementaire de sénateur levée partiellement le 12 novembre 1997. En 1999 et 2000, il est condamné à trois ans et dix-huit mois de prison avec sursis dans des affaires d'emplois fictifs.
Dans le cadre de la disparition en février 1998 de 1 200 bouteilles appartenant à la cave du conseil général, il fut mis en examen et condamné pour abus de confiance, détournement de fonds publics, falsification de documents administratifs et prise illégale d'intérêts, le 5 novembre 1999, par la cour d'appel de Paris à dix-huit mois d'emprisonnement avec sursis, 100 000 francs d'amendes et deux ans d'inéligibilité, arrêt confirmé par la cour de cassation le 18 octobre 2000, entraînant la décision du Conseil Constitutionnel le 18 janvier 2001 de sa déchéance de sa qualité de membre du Sénat.
Il fut à la suite démis de ses fonctions de maire, exclu du RPR et emprisonné durant trois mois au bâtiment D5 de la prison de Fleury-Mérogis.
En 2003, Xavier Dugoin fut mis en examen pour une affaire d'emploi fictif au conseil général de l'Essonne dont aurait bénéficié son adjoint de l'époque et maire UMP de Mennecy Joël Monier d'août 1997 à mai 1998. Cette affaire a été jugée et le tribunal correctionnel a conclu à un non-lieu en faveur de Xavier Dugoin qui fut donc relaxé.

## Œuvres
Outre ses activités politiques, Xavier Dugoin est aussi l'auteur d'ouvrages sur les sportifs ou la guerre :
- Les champions ne meurent pas, sept parcours d'athlètes, Paris, paru aux éditions Tredaniel, en 1996 (ISBN 978-2-85707-824-1, OCLC 463779248)
- Jour de gloire, Tour de France, paru aux éditions Gaspard, en 1994 (ISBN 978-2-9508104-1-0)
- Les moments du destin. Cinq batailles de l'Histoire de France, paru aux éditions Nathan, en 1990 (ISBN 978-2-09-290560-9)
- L'honneur et l'oubli. Quatre batailles de l'Histoire de France, paru aux éditions Nathan, en 1991 (ISBN 978-2-09-290567-8)

## Sources
1. 1 2  « Xavier Dugoin, le retour »article de Lise Martin sur le site du quotidien en ligne Nouvel Obs.com Consulté le 31/12/2008.
2. ↑  « Accueil Départementales 2015 > ESSONNE (91) > canton de Corbeil-Essonnes ESSONNE (91) - canton de Corbeil-Essonnes (04) », sur archives-resultats-elections.interieur.gouv.fr, 2015 (consulté le 16 février 2025)
3. ↑  Par Sébastien Morelli Le 24 juin 2024 à 06h48, « « Il a décidé de m’éliminer » : à Mennecy, Dugoin père et fils se déchirent », sur leparisien.fr, 24 juin 2024 (consulté le 24 juin 2024)
4. ↑  Fiche de Xavier Dugoin sur le site du Sénat français. Consulté le 31/12/2008.
5. 1 2  Décision 2001-13 D du 16 janvier 2001 Consulté le 02/06/2020.
6. ↑  Proposition de loi n° 98-264 sur le site du Sénat. Consulté le 31/12/2008.
7. ↑  Fiche de Xavier Dugoin sur la page de la VIIIe législature de l'Assemblée nationale. Consulté le 31/12/2008.
8. ↑  Fiche de Xavier Dugoin sur la page de la IXe législature de l'Assemblée nationale. Consulté le 31/12/2008.
9. ↑  Fiche de Xavier Dugoin sur la page de la Xe législature de l'Assemblée nationale. Consulté le 31/12/2008.
10. ↑  Liste des maires de Mennecy sur la base de données mairesgenweb.org Consulté le 07/10/2009.
11. ↑  Article Démission du maire UMP de Mennecy  paru le 7 janvier 2011 sur le site du quotidien Le Figaro. Consulté le 08/01/2011.
12. ↑  « Hugues Rondeau rassemble ses troupes », sur le site internet du journal Le Parisien, 7 septembre 2013 (consulté le 27 novembre 2018).
13. ↑  « Xavier Dugoin réélu à la tête du Siarce », sur le site internet du journal Le Parisien, 23 mai 2014 (consulté le 27 novembre 2018).
14. ↑  « Les acteurs du SIREDOM », sur le site internet SIREDOM (consulté le 27 novembre 2018).
15. ↑  Arrêt rendu par le Conseil d'État le 17 octobre 2003 sur le site du Conseil. Consulté le 31/12/2008.
16. ↑  Mise en examen de Xavier Dugoin paru le 12:02/1998 sur le site d'information en ligne humanite.fr Consulté le 31/12/2008.
17. ↑  Dugoin tout près de la mise en examen. Le Sénat a autorisé la levée de l'immunité du président du conseil général de l'Essonne. (Liberation.fr, 13 novembre 1997)
18. ↑  Sébastien Ramnoux. « Xavier Dugoin condamné à un de prison. » Le Parisien, 30 juin 2001.
19. ↑  Condamnation de Xavier Dugoin sur le site d'information en ligne lci.fr Consulté le 31/12/2008.
20. ↑  Xavier Dugoin de retour au tribunal sur le site page-crime.com Consulté le 31/12/2008.